# PSA World Series Finals 2010/11
Die 17. PSA World Series Finals der Herren fanden vom 11. bis 15. Januar 2011 im Queen’s Club in London, Vereinigtes Königreich statt. Die World Series Finals waren Teil der PSA World Tour 2010/11 und waren mit 110.000 US-Dollar dotiert. Die acht bestplatzierten Spieler der PSA World Series qualifizierten sich für diesen Wettbewerb.
Titelverteidiger war Grégory Gaultier, der sich zwar erneut qualifizierte, aber verletzungsbedingt nicht teilnehmen konnte. Auch Karim Darwish qualifizierte sich für das Turnier, nahm aufgrund einer Verletzung aber ebenfalls nicht teil. Das Endspiel erreichten Amr Shabana und Nick Matthew, konnte allerdings nicht ausgetragen werden. Die Veranstaltungshalle wurde von der lokalen Bauaufsicht aufgrund von Sturmschäden aus der vorangegangenen Nacht für nicht mehr sicher erklärt, sodass die Austragung des Endspiels auf unbestimmte Zeit verschoben wurde. Ein Ersatztermin konnte im Rahmen der PSA World Tour jedoch nicht mehr gefunden werden, sodass das Endspiel letztlich endgültig ausfiel.

## Gruppe A

### Ergebnisse
| Spieler         | Spieler        | Ergebnis          |
| --------------- | -------------- | ----------------- |
| James Willstrop | Alister Walker | 13:11, 11:6       |
| Ramy Ashour     | Thierry Lincou | 11:7, 13:11       |
| Thierry Lincou  | Alister Walker | 11:8, 12:10       |
| James Willstrop | Ramy Ashour    | 10:12, 11:6, 11:9 |
| Ramy Ashour     | Alister Walker | 15:13, 11:3       |
| James Willstrop | Thierry Lincou | 12:10, 11:7       |

### Tabelle
| Pos. | Setzliste | Spieler         | Spiele | Sätze | Punkte |
| ---- | --------- | --------------- | ------ | ----- | ------ |
| 1    | 3         | James Willstrop | 3:0    | 6:1   | 79:61  |
| 2    | 1         | Ramy Ashour     | 2:1    | 5:2   | 77:66  |
| 3    | 5         | Thierry Lincou  | 1:2    | 2:4   | 58:65  |
| 4    | 8         | Alister Walker  | 0:3    | 0:6   | 51:73  |

## Gruppe B

### Ergebnisse
| Spieler      | Spieler       | Ergebnis          |
| ------------ | ------------- | ----------------- |
| Amr Shabana  | Peter Barker  | 11:8, 11:2        |
| Nick Matthew | Wael El Hindi | 11:5, 11:7        |
| Amr Shabana  | Nick Matthew  | 5:11, 11:6, 17:15 |
| Peter Barker | Wael El Hindi | 13:11, 11:9       |
| Amr Shabana  | Wael El Hindi | 11:9, 11:9        |
| Nick Matthew | Peter Barker  | 12:14, 11:3, 11:7 |

### Tabelle
| Pos. | Setzliste | Spieler       | Spiele | Sätze | Punkte |
| ---- | --------- | ------------- | ------ | ----- | ------ |
| 1    | 4         | Amr Shabana   | 3:0    | 6:1   | 77:60  |
| 2    | 2         | Nick Matthew  | 2:1    | 5:3   | 88:69  |
| 3    | 6         | Peter Barker  | 1:2    | 3:4   | 58:76  |
| 4    | 7         | Wael El Hindi | 0:3    | 0:6   | 50:68  |

## Halbfinale
| Spieler         | Spieler      | Ergebnis         |
| --------------- | ------------ | ---------------- |
| James Willstrop | Nick Matthew | 4:11, 6:11, 8:11 |
| Amr Shabana     | Ramy Ashour  | 11:4, 11:5, 11:5 |

## Finale
| Spieler      | Spieler     | Ergebnis          |
| ------------ | ----------- | ----------------- |
| Nick Matthew | Amr Shabana | nicht ausgetragen |